# Охотниково (Крым)
Охо́тниково (до 1948 года Джага́-Кущу́; укр. Охотникове, крымскотат. Cağa Quşçu, Джагъа Къушчу) — село в Сакском районе Крыма (согласно административно-территориального деления России — центр Охотниковского сельского поселения Республики Крым, согласно административно-территориальному делению Украины — в составе Охотниковского сельского совета Автономной Республики Крым).

## Население
| 2001 | 2014  |
| ---- | ----- |
| 1696 | ↘1550 |

Всеукраинская перепись 2001 года показала следующее распределение по носителям языка
| Язык             | Процент |
| ---------------- | ------- |
| русский          | 69.69   |
| украинский       | 16.75   |
| крымскотатарский | 12.15   |
| другие           | 0.83    |

### Динамика численности
| - 1806 год — 119 чел. - 1864 год — 70 чел. - 1889 год — 150 чел. - 1892 год — 99 чел. - 1900 год — 157 чел. - 1915 год — 16/24 чел. | - 1926 год — 95 чел. - 1974 год — 1457 чел. - 2001 год — 1696 чел. - 2009 год — 1752 чел. - 2014 год — 1550 чел. |

## Современное состояние
На 2016 год в Охотниково числится 27 улиц; на 2009 год, по данным сельсовета, село занимало площадь 182 гектара, на которой в 735 дворах числилось 1752 жителя. В селе действуют: средняя школа, детский сад «Ромашка», дом культуры, сельская библиотека, врачебная амбулатория, церковь Феодосия Печерского и мечеть «Джага Кушчу джамиси». Охотниково связано автобусным сообщением с Саками.

## География
Охотниково — село в центре района, в степном Крыму, на северном берегу одного из заливов озера Сасык, высота над уровнем моря — 5 м. Ближайшее село Орлянка — в 1 км на запад. Расстояние до райцентра — около 14 километров (по шоссе), там же ближайшая железнодорожная станция. Транспортное сообщение осуществляется по региональной автодороге 35Н-441 Новосёловское — Саки (по украинской классификации — С-0-11121). Через село проходит грузовая железнодорожная линия к каменоломням.

## История
Идентифицировать Джага-Кущи среди, зачастую сильно искажённых, названий деревень Каракуртского кадылыка Бахчисарайского каймаканства в Камеральном Описании Крыма… 1784 года пока не удалось. После присоединения Крыма к России (8) 19 апреля 1783 года, (8) 19 февраля 1784 года, именным указом Екатерины II сенату, на территории бывшего Крымского Ханства была образована Таврическая область и деревня была приписана к Евпаторийскому уезду. После Павловских реформ, с 1796 по 1802 год, входила в Акмечетский уезд Новороссийской губернии. По новому административному делению, после создания 8 (20) октября 1802 года Таврической губернии, Джага-Кущи был включён в состав Урчукской волости Евпаторийского уезда.
По Ведомости о волостях и селениях, в Евпаторийском уезде с показанием числа дворов и душ… от 19 апреля 1806 года в деревне, записанной как Кушра числилось 17 дворов, 105 крымских татар, 10 цыган и 4 ясыров. На военно-топографической карте генерал-майора Мухина 1817 года деревня, уже как Джагакущи, обозначена с 18 дворами. После реформы волостного деления 1829 года Джага кущи, согласно «Ведомости о казённых волостях Таврической губернии 1829 года», остался в составе Урчукской волости. На карте 1836 года в деревне 24 двора, а на картее 1842 года Джага-Кущю обозначен с 21 двором.
В 1860-х годах, после земской реформы Александра II, деревню приписали к Сакской волости. Согласно «Памятной книжке Таврической губернии за 1867 год», деревня Джага Кущи была покинута жителями в 1860—1864 годах, в результате эмиграции крымских татар, особенно массовой после Крымской войны 1853—1856 годов, в Турцию и вновь заселена татарами. В «Списке населённых мест Таврической губернии по сведениям 1864 года», составленном по результатам VIII ревизии 1864 года, Джага-Кущи — владельческая татарская деревня, с 10 дворами, 70 жителями и мечетью при Актачинском соляном озере. По обследованиям профессора А. Н. Козловского 1867 года, глубина колодцев в деревне составляла 2—3 сажени (4—6 м), вода в них «большею частию» пресная, кроме того имелись многочисленные родники. На трёхверстовой карте 1865—1876 года в деревне Джага-Кущу 16 дворов. В «Памятной книге Таврической губернии 1889 года» по результатам Х ревизии 1887 года записаны Джага-Кущи с 28 дворами и 150 жителями. На верстовой карте 1890 года в деревне Джага-Кущю обозначено 29 дворов с татарским населением. Согласно «…Памятной книжке Таврической губернии на 1892 год», в деревне Джага-Кущи, входившей в Юхары-Джаминское сельское общество, было 99 жителей в 12 домохозяйствах.
Земская реформа 1890-х годов в Евпаторийском уезде прошла после 1892 года, в результате Джага-Кущи приписали к новой Сакской волости.
По «…Памятной книжке Таврической губернии на 1900 год» в деревне числилось 157 жителей в 30 дворах. По Статистическому справочнику Таврической губернии. Ч.II-я. Статистический очерк, выпуск пятый Евпаторийский уезд, 1915 год, в Сакской волости Евпаторийского уезда числились 2 деревни Джага-Кущи: эстонская, с 4 дворами (все дворы безземельные), без приписного населения, но с 19 — «постороннего», из которых 8 мужчин и 11 женщин. Жители землёй не владели, но за селением числилось 975 десятин земли. В хозяйствах имелось 45 лошадей, 14 волов, 45 коров и 225 голов мелкого скота. В татарской части — 3 двора (все дворы та же безземельные), 16 человек приписного населения и 5 — «постороннего», из которых 11 мужчин и 10 женщин. Жители владели 2 десятинами удобной земли. В хозяйствах имелось 18 лошадей, 2 вола и 9 коров.
После установления в Крыму Советской власти, по постановлению Крымревкома от 8 января 1921 года № 206 «Об изменении административных границ» была упразднена волостная система и село вошло в состав Евпаторийского района Евпаторийского уезда, а в 1922 году уезды получили название округов. 11 октября 1923 года, согласно постановлению ВЦИК, в административное деление Крымской АССР были внесены изменения, в результате которых округа были отменены и произошло укрупнение районов — территорию округа включили в Евпаторийский район. Согласно Списку населённых пунктов Крымской АССР по Всесоюзной переписи 17 декабря 1926 года, в селе Джага-Кущу (Джага-Кушум), Айдаргазского сельсовета Евпаторийского района, числился 21 двор, все крестьянские, население составляло 95 человек, из них 59 украинцев, 24 татарина и 13 эстонцев. Постановлением Президиума КрымЦИКа «Об образовании новой административной территориальной сети Крымской АССР» от 26 января 1935 года был создан Сакский район и село включили в его состав. На картах 1941 и 1942 годов селение обозначено, как совхоз Джага-Кущу № 1.
В 1944 году, после освобождения Крыма от фашистов, согласно Постановлению ГКО № 5859 от 11 мая 1944 года, 18 мая крымские татары были депортированы в Среднюю Азию. После освобождения Крыма от фашистов, 12 августа 1944 года было принято постановление № ГОКО-6372с «О переселении колхозников в районы Крыма», по которому в район из Курской и Тамбовской областей РСФСР в район переселялись 8100 колхозников, а в начале 1950-х годов последовала вторая волна переселенцев из различных областей Украины. С 25 июня 1946 года Джага-Кущу в составе Крымской области РСФСР. Указом Президиума Верховного Совета РСФСР от 18 мая 1948 года, безымянный населенный пункт совхоза Джага-Кущу переименовали в Охотниково. 26 апреля 1954 года Крымская область была передана из состава РСФСР в состав УССР, с того же года Охотниково центр сельского совета. Указом Президиума Верховного Совета УССР «Об укрупнении сельских районов Крымской области», от 30 декабря 1962 года село присоединили к Евпаторийскому району. 1 января 1965 года, указом Президиума ВС УССР «О внесении изменений в административное районирование УССР — по Крымской области», Евпаторийский район был упразднён и село включили в состав Сакского (по другим данным — 11 февраля 1963 года). С 12 февраля 1991 года село в восстановленной Крымской АССР, 26 февраля 1992 года переименованной в Автономную Республику Крым. С 21 марта 2014 года в составе Крыма аннексировано Россией.

## Солнечная электростанция «Охотниково»
В октябре 2011 года австрийская фирма Актив Солар завершила строительство и начала ввод в эксплуатацию самой большой в Центральной и Восточной Европе электростанции на солнечных батареях. Мощности станции достаточно для обеспечения энергией 20 000 домов. Площадь станции — 160 гектаров.